# باربارا برت
باربارا مک کانل برت (متولد ۲۶ دسامبر ۱۹۵۰) یک سیاستمدار، بازرگان، وکیل و دیپلمات آمریکایی است که از ۱۸ اکتبر ۲۰۱۹ تا ۲۰ ژانویه ۲۰۲۱، به عنوان وزیر نیروی هوایی ایالات متحده آمریکا فعالیت کرد. او همچنین یک خلبان دارای درجه است.
باربارا به عنوان بیست و پنجمین وزیر نیروی نیروی هوایی، امور مربوط به وزارت نیروی هوایی را اداره می‌کرد که شامل نیروی هوایی و نیروی فضایی ایالات متحده است.
بارت رئیس سابق یک شرکت هوافضا و عضو هیئت مدیره مؤسسه فناوری کالیفرنیا، آزمایشگاه پیشرانش جت، رند کورپوریشن، مؤسسه اسمیتسونین، انجمن هوراشیو آلگر و بنیاد جایزه لسکر می‌باشد.
دونالد ترامپ رئیس‌جمهور ایالات متحده در ۲۱ مه ۲۰۱۹، برت را به عنوان نامزد وزارت نیروی هوایی معرفی کرد. سنا با رأی ۸۵–۷ در ۱۶ اکتبر ۲۰۱۹ به برت رأی اعتماد داد. او در ۱۸ اکتبر ۲۰۱۹ سوگند یاد کرد.

## سنین جوانی و تحصیل
برت کارشناسی علوم مقدماتی، کارشناسی ارشد مدیریت تجارت بین‌المللی و درجه دکتر در جی‌دی را از دانشگاه ایالتی آریزونا گرفته‌است. همچنین دکترای افتخاری از ASU، دانشگاه علوم هوانوردی امبری ریدل، دانشکده مدیریت جهانی تاندربرد، دانشگاه کارولینای جنوبی، دانشگاه پپرداین و دانشگاه فنلاند به او اهدا شده‌است.

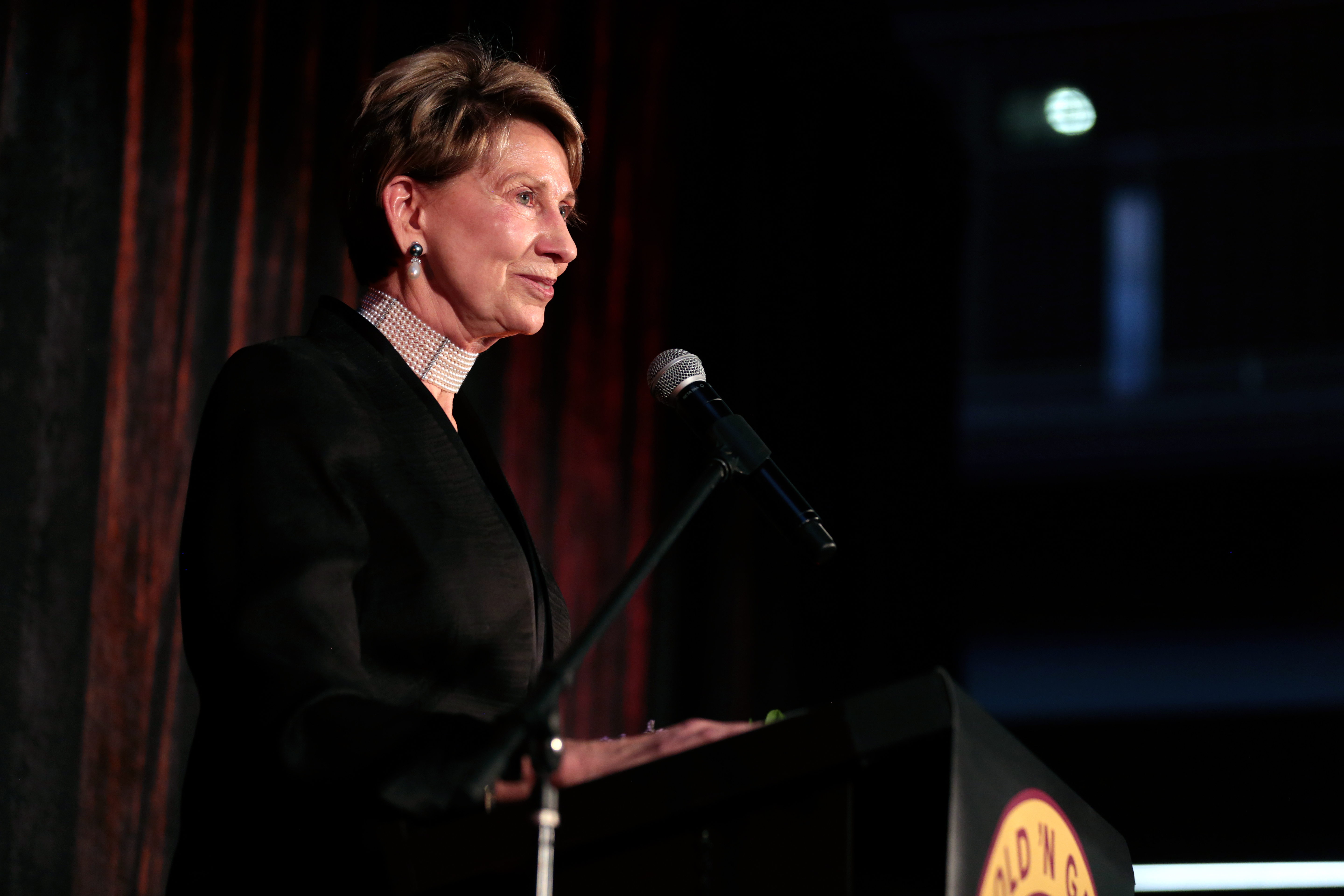
برت در نوامبر ۲۰۱۷ در کالج حقوق ساندرا روز اوکانر در دانشگاه ایالتی آریزونا سخنرانی می‌کند.

## زندگی شخصی
باربارا برت در مزرعه ای در ایالت ایندیانا، پنسیلوانیا متولد شد. او با کریگ برت، عضو هیئت مدیره و مدیرعامل اینتل ازدواج کرده‌است. او کلیمانجارو تانزانیا را در اوت ۲۰۰۷ فتح کرد؛ و همچنین در حالی که سفیر بود ۹۰۰ کیلومتر در سراسر فنلاند را دوچرخه سواری کرد.
| مناصب دیپلماتیک           | مناصب دیپلماتیک                       | مناصب دیپلماتیک   |
| ------------------------- | ------------------------------------- | ----------------- |
| پیشین: مریلین ویر         | سفیر ایالات متحده در فنلاند ۲۰۰۸–۲۰۰۹ | پسین: مایکل باتلر |
| مناصب سیاسی               |                                       |                   |
| پیشین: متیو دونوان سرپرست | وزیر نیروی هوایی ۲۰۱۹–۲۰۲۱            | پسین: جان پی. راث |